# Symfonier af Joseph Haydn
Dette er en liste over symfonier af Joseph Haydn.
Haydn skrev 106 symfonier. 104 af disse blev i 1908 klassificeret af Eusebius Mandyczewski i henhold til den da gældende kronologi. I de følgende årtier viste der sig flere fejl i denne kronologi (især med hensyn til de tidlige symfonier), men Mandyczewskis nummerering var så alment anvendt at da Anthony van Hoboken udarbejdede sit katalog, valgte han at anvende de ”gamle” numre (fx kalder han Symfoni nr. 34 for Hob.I:34). Desuden opdagedes på samme tid yderligere to symfonier (som fik bogstavsnavnene (Symfoni A og Symfoni B), hvilket gør antallet til 106. Der ud over medtager Hoboken to værker, som ikke kan kaldes symfonier (Hob. I.105 og 106)
- Symfoni nr. 1 i D-dur (1759)
- Symfoni nr. 2 i C-dur (1764)
- Symfoni nr. 3 i G-dur (1762)
- Symfoni nr. 4 i D-dur (1762)
- Symfoni nr. 5 i A-dur (inden 1762)
- Symfoni nr. 6 i D-dur, Le Matin (Morgen) (1761?)
- Symfoni nr. 7 i C-dur, Le Midi (Dagen) (1761)
- Symfoni nr. 8 i G-dur, Le Soir (Aften) (1761?)
- Symfoni nr. 9 i C-dur (1762)
- Symfoni nr. 10 i D-dur (inden 1766)
- Symfoni nr. 11 i Es-dur, La Fenêtre (Vinduet) (inden 1769)
- Symfoni nr. 12 i E-dur (1763)
- Symfoni nr. 13 i D-dur (1763)
- Symfoni nr. 14 i A-dur (inden 1764)
- Symfoni nr. 15 i D-dur (inden 1764)
- Symfoni nr. 16 i B-dur (inden 1766)
- Symfoni nr. 17 i F-dur (inden 1765)
- Symfoni nr. 18 i G-dur (inden 1766)
- Symfoni nr. 19 i D-dur (inden 1766)
- Symfoni nr. 20 i C-dur (inden 1766)
- Symfoni nr. 21 i A-dur (1764)
- Symfoni nr. 22 i Es-dur, Filosoffen (1764)
- Symfoni nr. 23 i G-dur (1764)
- Symfoni nr. 24 i D-dur (1764)
- Symfoni nr. 25 i C-dur (1766)
- Symfoni nr. 26 i d-mol, Lamentatione (1770)
- Symfoni nr. 27 i G-dur (inden 1766)
- Symfoni nr. 28 i A-dur (1765)
- Symfoni nr. 29 i E-dur (1765)
- Symfoni nr. 30 i C-dur, Halleluja (1765)
- Symfoni nr. 31 i D-dur, Hornsignal (1765)
- Symfoni nr. 32 i C-dur (inden 1766)
- Symfoni nr. 33 i C-dur (inden 1767)
- Symfoni nr. 34 i d-mol (inden 1767)
- Symfoni nr. 35 i B-dur (1767)
- Symfoni nr. 36 i Es-dur (inden 1769)
- Symfoni nr. 37 i C-dur (inden 1758)
- Symfoni nr. 38 i C-dur, Ekko (inden 1769)
- Symfoni nr. 39 i g-mol (inden 1768)
- Symfoni nr. 40 i F-dur (1763)
- Symfoni nr. 41 i C-dur (inden 1770)
- Symfoni nr. 42 i D-dur (1771)
- Symfoni nr. 43 i Es-dur, Merkurius (inden 1772)
- Symfoni nr. 44 i e-mol, Sørgesymfonien (inden 1772)
- Symfoni nr. 45 i fis-mol, Afsked (1772)
- Symfoni nr. 46 i H-dur (1772)
- Symfoni nr. 47 i G-dur, Palindrom (1772)
- Symfoni nr. 48 i C-dur, Maria Theresia (inden 1769)
- Symfoni nr. 49 i f-mol, La passione (1768)
- Symfoni nr. 50 i C-dur (1773)
- Symfoni nr. 51 i B-dur (inden 1774)
- Symfoni nr. 52 i c-mol (inden 1774)
- Symfoni nr. 53 i D-dur, L'impériale (1778/79)
- Symfoni nr. 54 i G-dur (1774)
- Symfoni nr. 55 i Es-dur, Skolemesteren (1774)
- Symfoni nr. 56 i C-dur (1774)
- Symfoni nr. 57 i D-dur Trianglen (1774)
- Symfoni nr. 58 i F-dur (inden 1774)
- Symfoni nr. 59 i A-dur, Ild (inden 1769)
- Symfoni nr. 60 i C-dur, Il distratto (inden 1774)
- Symfoni nr. 61 i D-dur (1776)
- Symfoni nr. 62 i D-dur (inden 1781)
- Symfoni nr. 63 i C-dur, La Roxelane (inden 1781)
- Symfoni nr. 64 i A-dur, Tempora mutantur (inden 1775)
- Symfoni nr. 65 i A-dur (inden 1778)
- Symfoni nr. 66 i B-dur (inden 1779)
- Symfoni nr. 67 i F-dur (inden 1779)
- Symfoni nr. 68 i B-dur (inden 1779)
- Symfoni nr. 69 i C-dur, Laudon (før 1779)
- Symfoni nr. 70 i D-dur (inden 1779)
- Symfoni nr. 71 i B-dur (inden 1780)
- Symfoni nr. 72 i D-dur (mellem 1763 og 1765)
- Symfoni nr. 73 i D-dur, La chasse (Jagten) (inden 1782)
- Symfoni nr. 74 i Es-dur (inden 1781)
- Symfoni nr. 75 i D-dur (inden 1781)
- Symfoni nr. 76 i Es-dur (1782?)
- Symfoni nr. 77 i B-dur (1782?)
- Symfoni nr. 78 i c-mol (1782?)
- Symfoni nr. 79 i F-dur (inden 1784)
- Symfoni nr. 80 i d-mol (inden 1784)
- Symfoni nr. 81 i G-dur (inden 1784)
- Paris-symfonierne
  - Symfoni nr. 82 i C-dur, Bjørnen (1786)
  - Symfoni nr. 83 i g-mol, Hønen (1785)
  - Symfoni nr. 84 i Es-dur, In nomine Domini (1786)
  - Symfoni nr. 85 i B-dur, Dronningen (1785?)
  - Symfoni nr. 86 i D-dur (1786)
  - Symfoni nr. 87 i A-dur (1785)
- Symfoni nr. 88 i G-dur (1787?)
- Symfoni nr. 89 i F-dur (1787)
- Symfoni nr. 90 i C-dur (1788)
- Symfoni nr. 91 i Es-dur (1788)
- Symfoni nr. 92 i G-dur, Oxford (1789)
- London-symfonierne
  - Symfoni nr. 93 i D-dur (1791, uropført 17. februar 1792)
  - Symfoni nr. 94 i G-dur, Paukeslaget (1791, uropført 23. marts 1792)
  - Symfoni nr. 95 i c-mol (1791, uropført foråret 1791)
  - Symfoni nr. 96 i D-dur, Mirakel (1791, uropført 11. marts 1791)
  - Symfoni nr. 97 i C-dur (1792, uropført 3. eller 4. maj 1792)
  - Symfoni nr. 98 i B-dur (1792, uropført 2. marts 1792)
  - Symfoni nr. 99 i Es-dur (1793, uropført 10. februar 1794)
  - Symfoni nr. 100 i G-dur, Militær (1793/94, uropført 31. marts 1794)
  - Symfoni nr. 101 i D-dur, Uret (1793/94, uropført 3. marts 1794)
  - Symfoni nr. 102 i B-dur (1794, uropført 2. februar 1795)
  - Symfoni nr. 103 i Es-dur, Paukehvirvlen (1795, uropført 2. marts 1795)
  - Symfoni nr. 104 i D-dur, London (1795, uropført 13. april 1795)

Hoboken medtager også 4 andre værker i sin "Symfoni"-kategori (Hob.I):
- Hob.I:105 i B-dur, mere kendt som Sinfonia concertante for violin, cello, obo og fagot (1792)
- Hob.I:106 i D-dur (ouverture til operaen Le pescatrici) (1769)
- Hob.I:107 – Symfoni A i B-dur (1762)
- Hob.I:108 – Symfoni B i B-dur (1765)